# Humberto Moreira

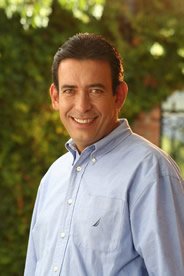
Humberto Moreira

Humberto Moreira Valdés (* 28. Juli 1966 in Saltillo, Coahuila) ist ein mexikanischer Politiker. Er war Gouverneur des Bundesstaates Coahuila und Präsident der Partido Revolucionario Institucional (PRI).

## Politische Karriere
In seiner Geburtsstadt Saltillo war er von 2003 bis 2005 Bürgermeister. Am 25. September 2005 wurde er zum Gouverneur des Bundesstaates Coahuila gewählt. Er übte das Amt vom 1. Dezember 2005 bis zum 3. Januar 2011 aus.
Als Nachfolger von Beatriz Paredes Rangel wurde er 2011 zum Präsidenten der PRI gewählt. Diese Funktion übte er für einige Monate, vom 4. März bis zum 2. Dezember 2011, aus. Am 23. August 2011 wurde bekannt, dass während seiner Amtszeit als Gouverneur die Verschuldung des Bundesstaates um 34 Milliarden Pesos zugenommen hatte. Ihm wurde vorgeworfen, dass er diese Ausgaben in der Höhe von ungefähr 2 Milliarden Euro mit gefälschten Rechnungen belegt hatte. Am 2. Dezember 2011 musste er als Präsident der PRI zurücktreten.
Am 15. Januar 2016 wurde er auf Anordnung der spanischen Staatsanwaltschaft zur Bekämpfung der Korruption auf dem Internationalen Flughafen in Madrid verhaftet.

## Familie
Moreira heiratete drei Mal und hat mehrere Kinder. Sein ältester Sohn, José Eduardo Moreira, wurde am 3. Oktober 2012 ermordet. Es handelte sich vermutlich um eine Vergeltungsaktion für den Tod des Neffen von Miguel Treviño, einen Führer der Los Zetas.
Sein älterer Bruder Ruben Moreira wurde für eine sechsjährige Periode vom 1. Dezember 2011 bis 30. November 2017 zum Gouverneur des Bundesstaates Coahuila gewählt.